# Ђерокарне
Ђерокарне (итал. Gerocarne) је насеље у Италији у округу Вибо Валенција, региону Калабрија.
Према процени из 2011. у насељу је живело 947 становника. Насеље се налази на надморској висини од 242 м.

## Становништво
| 1951. | 1961. | 1971. | 1981. | 1991. | 2001. | 2011. |
| ----- | ----- | ----- | ----- | ----- | ----- | ----- |
| 4.221 | 3.896 | 3.002 | 3.023 | 3.127 | 2.498 | 2.380 |